# Giovanni Battista Conti
Giovanni Battista Conti  (né 22 octobre 1741 et décédé le 7 décembre 1820) est un poète italien.

## Biographie
Giovanni Battista Conti naquit le 22 octobre 1741, à Lendinara dans le Dogado, d’une famille patricienne. Après avoir achevé ses études et reçu le laurier doctoral à l’Université de Padoue, il signala ses talents oratoires au barreau de Venise. Il s’annonça dans le même temps comme poète par des sonnets et d’autres petites pièces. Revêtu successivement de divers emplois publics, Conti les remplit avec exactitude, sans négliger la culture des lettres. Pendant un long séjour à Madrid, il traduisit en italien un choix de poésies espagnoles, qui reçut un accueil favorable des littérateurs des deux nations. Sur la fin de sa vie, il se démit de ses emplois, et se retira dans sa ville natale. Il employa ses loisirs à revoir les ouvrages de sa jeunesse. Conti mourut le 7 décembre 1820. Son éloge a été publié par l’archiprêtre Bozzio, et par Pietro Perolari Malmignati.

## Œuvres
Le choix de poésies espagnoles que l’on doit à Conti est intitulé : Colección de poesias castellanas traducidas en verso toscano y ilustradas, Madrid, imprimerie royale, 1782, 1783, 4 part, en 5 vol. in-8°. À la tête du 1er volume on trouve une dissertation de Conti sur l’origine de la poésie, et l’influence qu’elle exerce sur les autres arts et les mœurs d’une nation ; elle est suivie de notices biographiques sur les poètes espagnols qui ont fleuri du 12e au 16e siècle, puisées dans les écrits de don Luis José de Velázquez de Velasco, du P. Martín Sarmiento et de don Tomás Antonio Sánchez ; et d’extraits des Loores de Nuestra Señora, par Gonzalo de Berceo ; des Proverbios, de Lopez de Mendoza, marquis de Santillane ; et enfin du Laberinto, de Juan de Mena. Les poètes dont le recueil offre des morceaux choisis sont Juan Boscán, Garcilaso de la Vega, Fernando de Herrera, Hernando de Acuña, Luis de León, Leonardo et Bartolomé d’Argensola. Des notices précèdent les ouvrages de chaque auteur ; et les différents morceaux sont accompagnés, de notes pleines de goût et d’érudition. La version italienne, placée en regard, réunit à l’élégance la fidélité la plus scrupuleuse. Parmi les productions originales de Conti, on distingue surtout un poème en 4 chants, in terza rima, intitulé : Incoronazione della Immagine di Maria Vergine, detta del Pilastello, venerata a Lendinara, Padoue, 1795, in-8°. Les poésies de Conti forment 2 vol. in-8°, Padoue, 1819.